# Sankura
Sankura (en silt'e : ሳንኩር/Saankur) est l'un des woredas de la région des nations, nationalités et peuples du Sud de l'Éthiopie transférés dans la région Éthiopie du Centre en 2023. Ce district fait partie de la zone Silt'e et son centre administratif est Alem Gebeya. Bordé à l'ouest par la zone Hadiya, au nord par Wulbareg, au nord-est par Dalocha et Lanfro, et au sud-est par le woreda spécial Alaba, il s'est détaché d'Alaba avant le recensement de 2007.

## Données démographiques
En 2007 et d'après l'agence centrale de statistiques  du gouvernement éthiopien, ce district compte 84 736 habitants dont 4 % de citadins qui sont les 3 656 habitants d'Alem Gebeya. Plus de 98 % des habitants sont musulmans tandis que 1,4 % sont orthodoxes.
En 2022, sa population est estimée à 115 263 personnes avec une densité de population de 416 personnes par km2 et 277 km2 de superficie,.

## Lieux
Alem Gebeya se trouve 40 km au sud de Worabe sur la route en direction d'Alaba Kulito.
Le district est dans le bassin versant du lac Shala par la rivière Jido[réf. souhaitée].